# An Muirthead
Die Halbinsel An Muirthead (anglisiert: Mullet Peninsula) liegt in der Baronie von Erris, im äußersten Nordwesten des County Mayo in Irland. Sie ist 33 km lang und abgesehen von der Einschnürung (bis auf 400 m) an der Elly Bay, 12 km breit. Die Halbinsel der Meeräschen (englisch mullet) ist Gaeltacht-Gebiet mit einem reichen Erbe an traditioneller Musik.

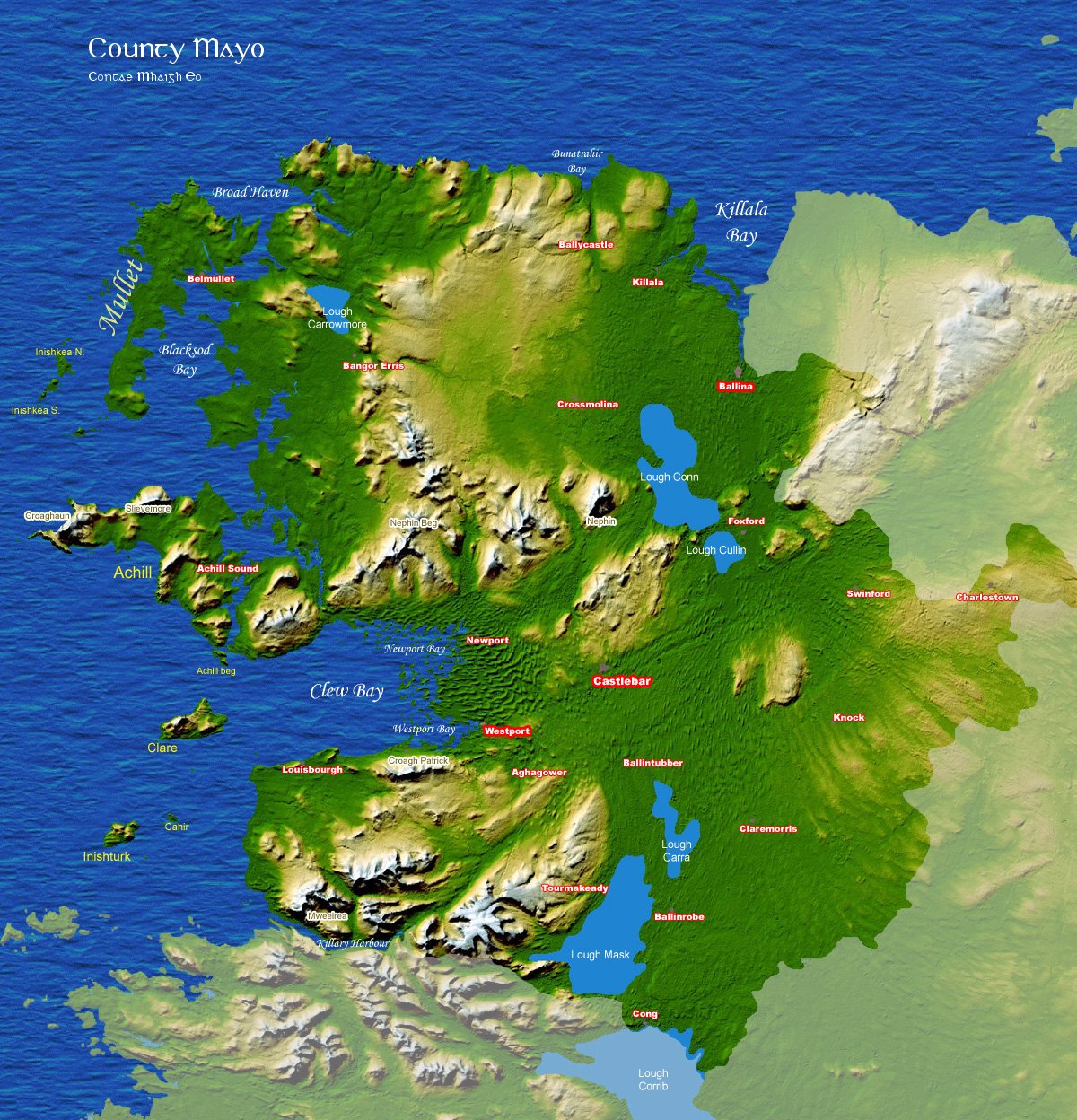
Mayo mit der Mullet links oben

Die höchste Erhebung im Süden ist der 105 m hohe Cnoc an Tearmainn, in dessen Nähe im Dorf An Fál Mór die St. Deirbhile´s Kirche (Nationaldenkmal) mit ihrem romanischen Portal und der heiligen Quelle steht. Im Norden ist der 138 m hohe Tower Hill der Endpunkt der Halbinsel. Über den 1,7 km breiten Isthmus von Béal an Mhuirthead, dem einzigen größeren Ort in der Region (1200 Einwohner), gelangt man auf die Halbinsel. Die Küste auf der Atlantikseite ist nahezu unbesiedelt und vegetationsarm. Im Südosten bei An Fód Dubh hat man einen Ausblick auf die Klippen von Acaill.
Die Halbinsel ist bei Anglern und Ornithologen (Schneeeulen am Cnoc an Tearmainn) beliebt. Die vorgelagerten Inseln Inis Gé sind ein bekanntes Vogelschutzgebiet. Inishglora (irisch Inis Gluaire) ist eine unbewohnte Insel vor der Küste. Dort gibt es mehrere Kirchenruinen.

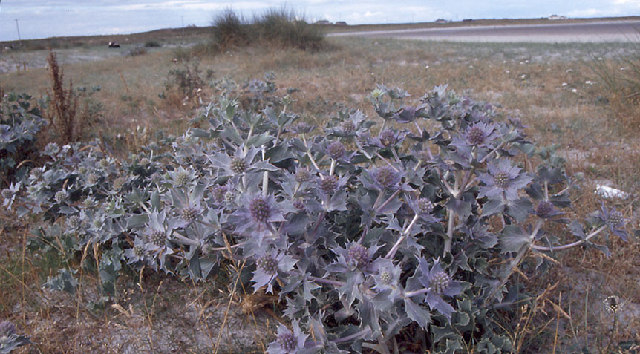
Stranddistel (Eryngium maritimum) auf der Muirthead